# Karina Sævik
Karina Sævik (Haugesund, Noruega, 24 de marzo de 1996) es una futbolista noruega. Juega de centrocampista en el Vålerenga de la Toppserien de Noruega. Es internacional absoluta por la selección de Noruega desde 2017.

## Trayectoria
En julio de 2019 fichó por el París Saint-Germain proveniente del Kolbotn Football.

## Estadísticas
Actualizado al último partido disputado el 19 de enero de 2020.
| Avaldsnes IL · Noruega                                                                                |               |               |     |    |    |    |   |    |     |    |
| 1.ª                                                                                                   | 2013          | 9             | 0   | 2  | 0  | -  | - | 11 | 0   |    |
| 1.ª                                                                                                   | 2014          | 20            | 2   | 3  | 0  | -  | - | 23 | 2   |    |
| 1.ª                                                                                                   | 2015          | 11            | 1   | 1  | 2  | -  | - | 12 | 3   |    |
| Total club                                                                                            | Total club    | 40            | 3   | 6  | 2  | 0  | 0 | 46 | 5   |    |
| Kolbotn Football · Noruega                                                                            |               |               |     |    |    |    |   |    |     |    |
| 1.ª                                                                                                   | 2015          | 11            | 1   | 1  | 0  | -  | - | 12 | 1   |    |
| 1.ª                                                                                                   | 2016          | 22            | 3   | 4  | 2  | -  | - | 26 | 5   |    |
| 1.ª                                                                                                   | 2017          | 22            | 4   | 2  | 2  | -  | - | 24 | 6   |    |
| 1.ª                                                                                                   | 2018          | 16            | 9   | 3  | 2  | -  | - | 19 | 11  |    |
| 1.ª                                                                                                   | 2019          | 10            | 7   | 1  | 2  | -  | - | 11 | 9   |    |
| Total club                                                                                            | Total club    | 81            | 24  | 11 | 8  | 0  | 0 | 92 | 32  |    |
| París Saint-Germain Francia                                                                           |               |               |     |    |    |    |   |    |     |    |
| 1.ª                                                                                                   | 2019-20       | 11            | 0   | 0  | 0  | 4  | 1 | 15 | 1   |    |
| Total club                                                                                            | Total club    | 11            | 0   | 0  | 0  | 4  | 1 | 15 | 1   |    |
| VfL Wolfsburgo · Alemania                                                                             |               |               |     |    |    |    |   |    |     |    |
| 1.ª                                                                                                   | 2020-21       | 14            | 1   | 2  | 2  | 4  | 0 | 20 | 3   |    |
| Total club                                                                                            | Total club    | 14            | 1   | 2  | 2  | 4  | 0 | 20 | 3   |    |
| Avaldsnes IL · Noruega                                                                                |               |               |     |    |    |    |   |    |     |    |
| 1.ª                                                                                                   | 2021          | 0             | 0   | 0  | 0  | 0  | 0 | 0  | 0   |    |
| Total club                                                                                            | Total club    | 0             | 0   | 0  | 0  | 0  | 0 | 0  | 0   |    |
| Total carrera                                                                                         | Total carrera | Total carrera | 146 | 28 | 19 | 12 | 8 | 1  | 173 | 41 |
| (1) Incluye datos de la Copa de Noruega (2) Incluye datos de la Liga de Campeones Femenina de la UEFA |               |               |     |    |    |    |   |    |     |    |